# Makedonia
Makedonia  (grekiska: Μακεδονία, Makedonien) är en grekisk dagstidning som publiceras i Thessaloniki. Att vara en av de äldsta tidningarna i Grekland, publicerades först 1911 av Konstantinos I. Vellidis.